# Hladomor v českých zemích 1770–1772

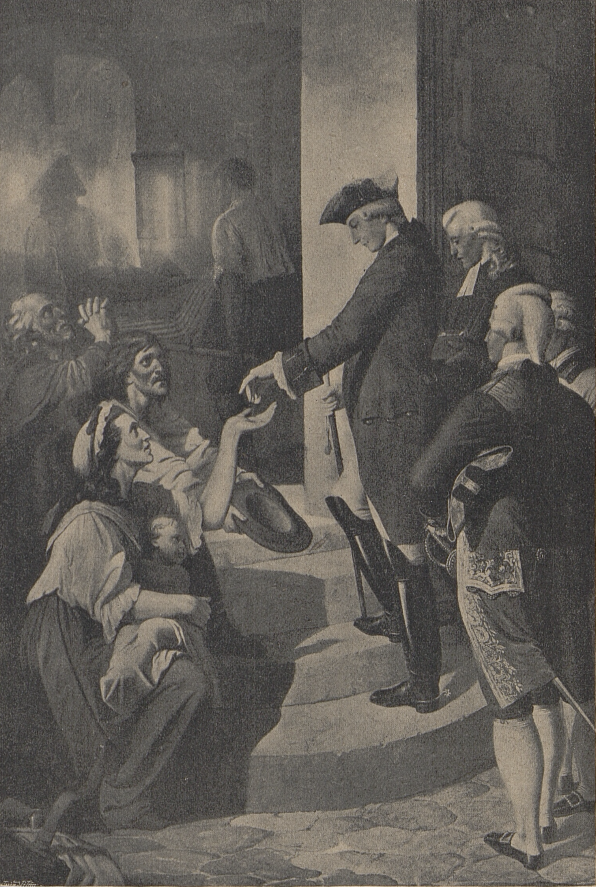
Josef II. za hladu roku 1772 návštěvou v pražské nemocnici (reprodukce obrazu Karla Svobody, Obrázkové dějiny národa českého, 1910)

Hladomor v českých zemích v letech 1770 až 1772 bylo období rozsáhlé neúrody a hladu v českých zemích pod vládou habsburské monarchie, které začalo na jaře roku 1770 a trvalo až do roku 1772. Celkový počet obětí v jeho důsledku se odhaduje na 250 000 až 500 000 zemřelých, velká část z nich na venkově. Špatná hospodářská situace země, vyčerpané sedmiletou válkou, kombinovaná s několika roky neúrody obilí způsobila potravinovou krizi, během které v zemích Koruny české následkem hladu či zvýšeným šířením nemocí zemřelo zhruba 10–15 % z celkové populace a trvalo přibližně 15 let než počet obyvatel dosáhl stavu před rokem 1771, tedy asi 4,5 milionu.

## Příčiny
Po skončení sedmileté války, během níž nemalá část rakousko-pruské fronty procházela českými zeměmi, nebyla hospodářská situace habsburské monarchie pod vládou Marie Terezie nijak skvělá. Země byla finančně i lidsky vyčerpána, válce padly za oběť statisíce jejích obyvatel, zejména pak Čechy a část Moravy byly přítomností vojsk či přímo boji zpustošeny a některá sídla vypálena a vypleněna. Reakcí šlechty na celé řadě panství bylo (podobně jako po třicetileté válce před krizí, jež posléze roku 1680 zplodila tehdejší selské povstání), navýšení robotní povinnosti a odvodů z úrody. Od roku 1762 pak přišla série deštivých let, završená mimořádně srážkově vydatnými roky 1769 a 1770. Po celá 60. léta byl zaznamenán jako úrodný jen rok 1768. Na přelomu let 1769 a 1770 nastala velmi mírná a deštivá zima, vystřídaná v březnu 1770 hutnými sněhovými srážkami a následnými závějemi na polích, které na řadě míst roztály až začátkem dubna. Poté následovaly povodně a sucho.

## Průběh
Rozbahněná ornice komplikovala rolníkům orbu i setbu, po prvním hladovém roce 1770 se začalo ze sýpek vyvážet také obilí určené jako osivo. Obilí v českých zemích tvořilo velkou většinu veškeré obhospodařované plochy, v případě nepříznivých pěstebních podmínek pak tato monokultura způsobila zásadní výpadek v potravinovém zásobování měst a vesnic a radikální zvýšení cen plodin.
Císařské úřady se snažily již na jaře 1770 situaci řešit zákazem vývozu obilí za hranice českých zemích, propad ve výnosu a postupné spotřebovávání zásob však již toho roku dalo hladomoru propuknout ve větším rozsahu. Na konci léta toho roku navštívil české země také císař Svaté říše římské a následník rakouského trůnu Josef II., který sem původně přicestoval především kvůli jednáním s pruským králem Fridrichem II. v Uničově. Druhou cestu do Čech v souvislosti s hladomorem podnikl na podzim 1771, kde zde strávil šest týdnů. Po zjištění rozsahu hladomoru požádal svou matku, císařovnu Marii Terezii, o zásah a pomoc. Zákaz vývozu obilí byl rozšířen na celé území říše. Josef II. také nařídil otevřít armádní sýpky a do Čech a na Moravu se následně začalo dovážet obilí z Dolních Rakous či Uherska, ale také z Egypta. Ani to ale nebylo dostačující a již rok 1770 si vyžádal desetitisíce obětí. Svého vrcholu dosáhla krize během roku 1771, během kterého vzrostla čísla zemřelých v důsledku hladomoru na stovky tisíc lidí. Zlepšení pak přinesla až úroda roku 1772, během kterého však v některých oblastech nadále vinou hladu, vysílení a nemocí, např. tyfu, úplavice a moru, ve velkém měřítku umírali lidé. Vládl všudypřítomný nárůst kriminality, jsou zaznamenány též houfy žebráků obcházející vesnice. Velká část poddaných byla fyzicky zubožená, prolezlá chorobami, a zvláště ve městech se k tomu přidávaly výrazně zhoršené hygienické podmínky. Hladomor je zmiňován v řadě městských a obecních kronik. České země byly krizí postiženy především hospodářsky a ve větších městech vázl obchod. Výrazně vzrostla migrace ze zasažených regionů do jiných částí říše či do zahraničí.

## Důsledky
Nedostatek potravin a často příkré počínání šlechty vedly již během hladomoru k projevům odporu a povstáním venkovských nevolníků proti vrchnosti. Zpočátku propukaly na panstvích především v jižních a západních Čechách, jsou známy revolty na panství Bezděkov, Nahý Újezd u Tachova a mnohých dalších, následně se přelily též do jiných zasažených oblastí, především do středních a východních Čech, např. na panství Letohrad. Jedno z míst nejdelšího odporu představovalo bezdružické panství, kde sedláci nezávisle hospodařili od jara do podzimu 1771. Revolty bývaly krutě potlačovány a jejich strůjci a účastníci často mučeni a jinak fyzicky trestáni. Venkovské nepokoje neustaly ani po roce 1772, roku 1775 pak vypuklo poměrně rozsáhlé povstání sedláků ve východních Čechách, soustředěné kolem svobodné gubernie Antonína Nývlta okolo Rtyně v Podkrkonoší a zakončené porážkou v bitvě u Chlumce nad Cidlinou. K uklidnění těchto nálad výrazně přispěl patent o zrušení nevolnictví římského císaře Josefa II. z roku 1781.
Tento hladomor poukázal na slabinu zdejšího monokulturního zemědělství a hrozba další podobné katastrofy pak přispěla k masovému rozšíření pěstování do Evropy z Ameriky rozšířených brambor, tedy plodiny nenáročné na úrodnou půdu a lépe odolávající výkyvům počasí.